# Metròfanes d'Eucàrpia
Metròfanes d'Eucàrpia (en llatí Metrophanes, en grec antic Μητροφάνης) fou un escriptor i retòric grec nascut a Eucàrpia a Frígia que va escriure dos tractats sobre retòrica: ερὶ ἰδεῶν λόγου i Περὶ στάσεων, segons Esteve de Bizanci.
També va escriure uns comentaris sobre Hermògenes i sobre Publi Eli Aristides.